# نوغاي خان

الراية الخاصة بنوغاي-خان.

نوغاي (بالمنغولية: Ногай؛ بالإنجليزية: Nogai)، يسمى أيضاً (نوهاي، نوخاي، نوغي، نوقاي، نغوتشي، نوتشي، كارا نوخاي، ايسا نوغاي) هو جنرال عسكري مغولي وحاكم غير رسمي للقبيلة الذهبية، ويكون حفيد حفيد جنكيز-خان، جده هو تيفال-خان الابن السابع لجوجي-خان، كما ان نوغاي من ابرز القادة المغول الذين إعتنقوا دين الإسلام.
على الرغم من أنه لم يكن الزعيم الفعلي للقبيلة الذهبية، إلا أنه كان مشاركاً في حكمها وداعماً لكل من تزعم القبيلة، كما كانت له سلطة مطلقة على مناطق غرب نهر دنيبر، وفي ذروة قوته كان نوغاي أحد أقوى الرجال في أوروبا مما جعل الكثيرون يعتقدون بأنه هو الزعيم الفعلي للقبيلة الذهبية، المؤرخون الروس أعطوه لقب القيصر، كما وصفته البعثات الفرنسيسكانية [الإنجليزية] في شبه جزيرة القرم بأنه مساعد إمبراطور.

## الاسم
الاسم على إختلاف لفظة يشير إلى معنى واحد فذكر المستشرق بيليوت [الإنجليزية] أن كلمة «نوخاي» تعني «كلب»، على الرغم من أن كملة «كلب» في اللغة المنغولية تلفظ «نوخوي»، لقب الكلب لدى المغول لم يكن يشير إلى السلبية أو الإهانة، بل كان يطلق جنكيز-خان على رجاله لقب «كلاب الحرب» أو «رجال الحرب»، وذلك لأن المغول كانوا يعتمدون على الكلاب بشكل كبير في حياتهم في الصيد وصنع اللباس من جلودها.

## النشأة بين باتو وبركة خان
نوغاي هو بن توتار بن تيفال بن جوجي، تزعم مُلك جده بعد وفاة والده، وبعد إجتياح المغول لأوروبا، سلم باتو-خان ألاراضي التي تقع اليوم في مولدافيا ورومانيا مع 10,000 محارب إلى نوغاي لحماية حدود الخانية، كما إنه ابن أخ بركة خان وكذلك باتو خان وأوردا خان [الإنجليزية] وتحت قيادة عمه أصبح نوغاي أمير حرب قوي وطموح.

### الإجتياح المغولي الثاني لبولندا
في السنوات التالية بدأ بركة خان يإعطاء الصلاحيات أكثر فأكثر لإبن أخيه نوغاي الواعد، وكان أول دور قيادي له إلى جانب تالابوغا [الإنجليزية]، تحت قيادة الجنرال المغولي المشهور بورولداي بين عامي 1259-1260، كما كان جنرال مساعد شاب خلال الإجتياح المغولي الثاني لنهب بولندا والتي بدأها بركة خان كتحضير لحربه ضد هولاكو خان، هنا إنفرد نوغاي بقواته وتولى نهب مدينتي ساندوميرز وكراكوف ومدن أخرى.

## صعوده إلى السلطة في القبيلة الذهبية وأوروبا:1262-1266
بينما والد نوغاي كان يعمل تحت إمرة هولاكو حتى وفاته، نوغاي أصبح إلى جانب بركة خان في حراكه ضد هولاكو.

### حرب هولاكو وبركة خان
في عام 1262، إندلعت حرب أهلية بين خانية القبيلة الذهبية بقيادة بركة خان وإلخانية بلاد فارس بقيادة هولاكو خان، بفعل دعم كل قائد منهما لمرشح مختلف للحصول على لقب الخان الأعظم (الخاقان)، وأُعطي نوغاي-خان دور أساسي في جيش القبيلة الذهبية، فيصفه رشيد الدين الهمذاني بأنه رئيس الأركان الخاص ببركة-خان، بينما هو في الحقيقة قائد لجيش تعداده 30,000 رجل، بدأ نوغاي اولاً بالإغارة على طول الحدود من خانية هولاكو، بالإضافة إلى عدة حملات إستطلاع في منطقة القوقاز، مما جعل هولاكو يتحرك إلى الشمال مع القسم الأكبر من قواته، فإلتحم نوغاي مع قوات هولاكو بقيادة شيرامون وتمكن من هزيمتهم وإبادتهم ثم استمر بالتحرك حتى تم صده من قبل جيش آخر اعده هولاكو بقيادة إبنه أباقا-خان وأجبر نوغاي على التراجع، دفع تراجعه جيش هولاكو للتقدم شمالاً نحو تيريك محاولاً تطويق قوات نوغاي ومن ثم العبور إلى مناطق القبيلة الذهبية، لكنه عثر على معسكر قوات نوغاي مهجرواً، وبينما بدأ رجال هولاكو بنهب المعسكر فاجأتهم قوات نوغاي وجيش بركة خان عند نهر تيريك مما تسبب بقتل عدد كبير من جيش هولاكو في ذلك الكمين ثم دارت معركة ليوم واحد إنتصرت فيها قوات القبيلة الذهبية وتمت هزيمة جيش هولاكو وغرق من فر منهم عند محاولتهم عبور النهر، ومن نجا ذهب إلى أذربيجان، رفع هذا الإنتصار من سمعة نوغاي بشكل كبير في القبيلة، وجعله مرافق موثوق به لبركة-خان.
في أغسطس من عام 1264، إنتهت الحرب بينهما بعدما تم إختيار قوبلاي-خان كخان أعظم للمغول بإعتراف بركة خان وهولاكو خان وجقطاي خان، لكن سرعان ما إشتعلت الحرب مرة أخرى بين القبيلة الذهبية وإلخانية هولاكو التي أصبحت بعد وفاة هولاكو تحت حكم أباقا-خان عام 1265، تم تكليف نوغاي-خان بقيادة مهمة إجتياح الخانية فتمكن نوغاي من التوغل في الأراضي وغزو ونهب عدة مناطق قبل أن يتصادم مع جيش أباقا في منطقة أكسو، حيث نشبت معركة شرسة خسر فيها نوغاي وفقد إحدى عينيه مما دفعه للتراجع، فلحق أباقا وجيشه بنوغاي على أمل القضاء عليه، لكن إضطر إلى التوقف والإنسحاب بعد سماعه بقدوم بركة-خان بالتعزيزات، إلا أن بركة خان توفي في الطريق مما أجر جيشه على التراجع أيضاً وتوقفت الحرب بين الطرفين.

### الحرب ضد البيزنطينيين
في عام 1265 قاد نوغاي جيشه تعداده 20,000 محارب عبر الدانوب إلى مناطق الروم، وهزمت قوات البيزنطينيين أمامه كما تم تدمير مدينة تراقيا، في عام 1266، الإمبراطور ميخائيل الثامن باليولوج وحرصاً منه على إقامة تحالف مع المغول قام بتزويج إبنته الغير شرعية ايوفروسين باليولوجينا لنوغاي مع تقديم الكثير من القماش الثمين للقبيلة الذهبية كنوع من الجزية، فأصبح الإمبراطور حليفاً للقبيلة الذهبية ويتعامل معها من خلال نوغاي بدلاً من التواصل مع زعيم القبيلة مباشرةً، كما قدم الإمبراطور إلى نوغاي جواهر وملابس ثمينة جعلت نوغاي يترك مؤقتاً جلود الحيوانات التي كان يرتديها عادةً كما سأل نوغاي بإستخفاف عمّا إذا كانت الجواهر والثياب ستقي من ضربات البرق أو الصداع، أو تقدم صحة أفضل، قبل أن يقوم بالثناء على جلود الكلاب التي يرتديها الشعب المغولي.